# Museo del Soldado de Malvinas
El Museo del Soldado de Malvinas es un museo argentino ubicado en Rawson, provincia del Chubut. Inaugurado el 2 de abril de 2008 por el exgobernador Mario Das Neves, es único en su tipo, ya que posee fotografías, revistas, periódicos, réplicas de cartas, equipamiento militar y otros elementos que documentan la Guerra de las Malvinas desde el punto de vista de los soldados que combatieron allí (principalmente chubutenses).
Es operado por el Gobierno del Chubut y nació mediante el pedido de excombatientes, como un homenaje. Además, la entrada es gratuita.